# José Leandro de Godói e Vasconcelos
José Leandro de Godói e Vasconcelos (Pernambuco, 27 de fevereiro de 1834 — Rio de Janeiro, 11 de novembro de 1888) foi um advogado e um político brasileiro.
Formado em direito, exerceu a advocacia e foi deputado geral em sua província natal em 1861, pelo Partido Liberal.
Foi presidente da província do Rio Grande do Sul, de 27 de fevereiro a 9 de setembro de 1882. Presidiu também as províncias do Rio de Janeiro, de 31 de outubro de 1883 a 18 de agosto de 1884, e Maranhão, nomeado por carta imperial de 9 de agosto de 1884, de 17 de setembro de 1884 a 16 de maio de 1885.